# 沈清
沈清（1449年—?），字願夫，號一斋，直隸撫寧衛籍，浙江歸安縣人，明朝政治人物。同進士出身。

## 生平
成化十三年（1477年）丁酉科順天府鄉試第三十七名。成化十四年（1478年）聯捷戊戌科會試第八名，殿試登進士第三甲第十六名。曾官樂安縣知縣。升南刑部主事，决狱南畿，称明允。歷官至江西按察司佥事，罢官後卜居于德清新市镇，遂占籍德清。性喜草聖，晚年笔法尤峻，人争购之。卒葬湖城南之金盖山先隴。

## 家族
曾祖沈宗本。祖父沈東祺。父沈聞禮。母朱氏。慈侍下。娶徐氏。